# Héctor Sosa Paz

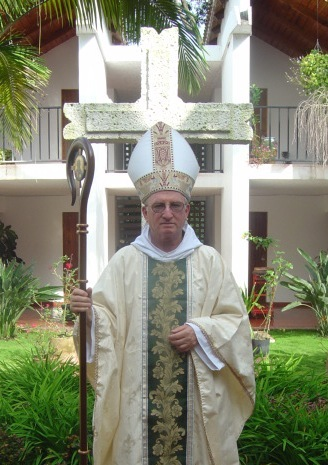
+Abad Héctor Sosa Paz.

El abad Héctor Sosa Paz nació en La Unión, Zacapa, Guatemala, el 15 de agosto de 1943. Sus padres: Juan Sosa López y Francisca Paz Corea. Realizó sus estudios de primaria en la Escuela José Martí de la Unión, Zacapa; los estudios secundarios y el bachillerato, en el Colegio del Seminario Conciliar de la ciudad de Guatemala. Realizó estudios universitarios de Profesorado en Filosofía y Teología en la Universidad Francisco Marroquín.  

## Estudios
Su noviciado lo realizó en la Abadía San José Luisiana, Estados Unidos, haciendo su profesión como monje, el 11 de junio de 1972. Fue ordenado diácono, en junio de 1975, y como sacerdote el 28 de 1975.

## Cargos Ocupados
Presidente de la Asociación Benedictina de Esquipulas, desde 1988 hasta la fecha. Maestro de novicios, de 1988 a 2002. Encargado de candidatos de Seminaristas menores, durante 8 años y de seminaristas mayores, durante 10 años. Encargado de jardinería, seguridad y terrenos. Director de Radio Payaquí y Kerigma Stéreo. Ha sido Prior de la comunidad benedictina de 1988 a 2003. Encargado de los movimientos religiosos: Movimientos de Cursillos de Cristiandad, Renovación Carismática Católica, Movimiento Familiar Cristiano, Legión de María y Oblatos de San Benito. Capellán de las Hermanas Franciscanas de San Antonio y Párroco de la Parroquia Santiago de 1988 a 1994.

## Actualmente
Ocupa los cargos de Abad de la comunidad benedictina, a partir de 12 de septiembre de 2003. Vicario general de la Prelatura de Esquipulas y rector de la Basílica de Esquipulas.
La bendición abacial la recibió el 8 de noviembre de 2003.